# Республика Косово
Респу́блика Ко́сово (алб. Republika e Kosovës [ɾɛˈpublika ɛ kɔˈsɔvəs], серб. Република Косово / Republika Kosovo [reˈpǔblika ˈkôsoʋo]) — частично признанное государство в Юго-Восточной Европе, на Балканском полуострове, в географическом регионе Косово.
Столица — Приштина. Государственные языки — албанский и сербский.
Согласно конституции Сербии, территория Республики Косово является частью Республики Сербия и входит в её состав как Автономный край Косово и Метохия (сокр. Космет), однако фактически Косово властями Сербии не контролируется. В свою очередь, Северная часть Косова, населённая преимущественно сербами, не подчиняется властям в Приштине.

## Этимология
В приближённом переводе с сербского языка «Косово» означает «земля чёрных дроздов», а «Метохия» — «церковная земля» (серб. кос переводится как «чёрный дрозд», греч. μετοχή — «церковный надел»). Албанцы подразделяют Косово на «землю Дукадьини» (алб. Rrafshi i Dukagjinit) и «землю Косова» (алб. Rrafshi i Kosovës), но используют название «Косово» применительно ко всей территории Косова и Метохии, поскольку двойное название стало активно употребляться в период раздела исторической области между Сербией и Черногорией после Балканских войн (Косово поле отошло к Сербии, а основная часть Метохии — к Черногории).
Сербская традиция настаивает на двойном обозначении края, поскольку, согласно сербской историографии, историческая область Косово охватывает лишь территорию Косова Поля и прилежащие земли, а Метохия лежит западнее до границы с Албанией.

## Физико-географическая характеристика

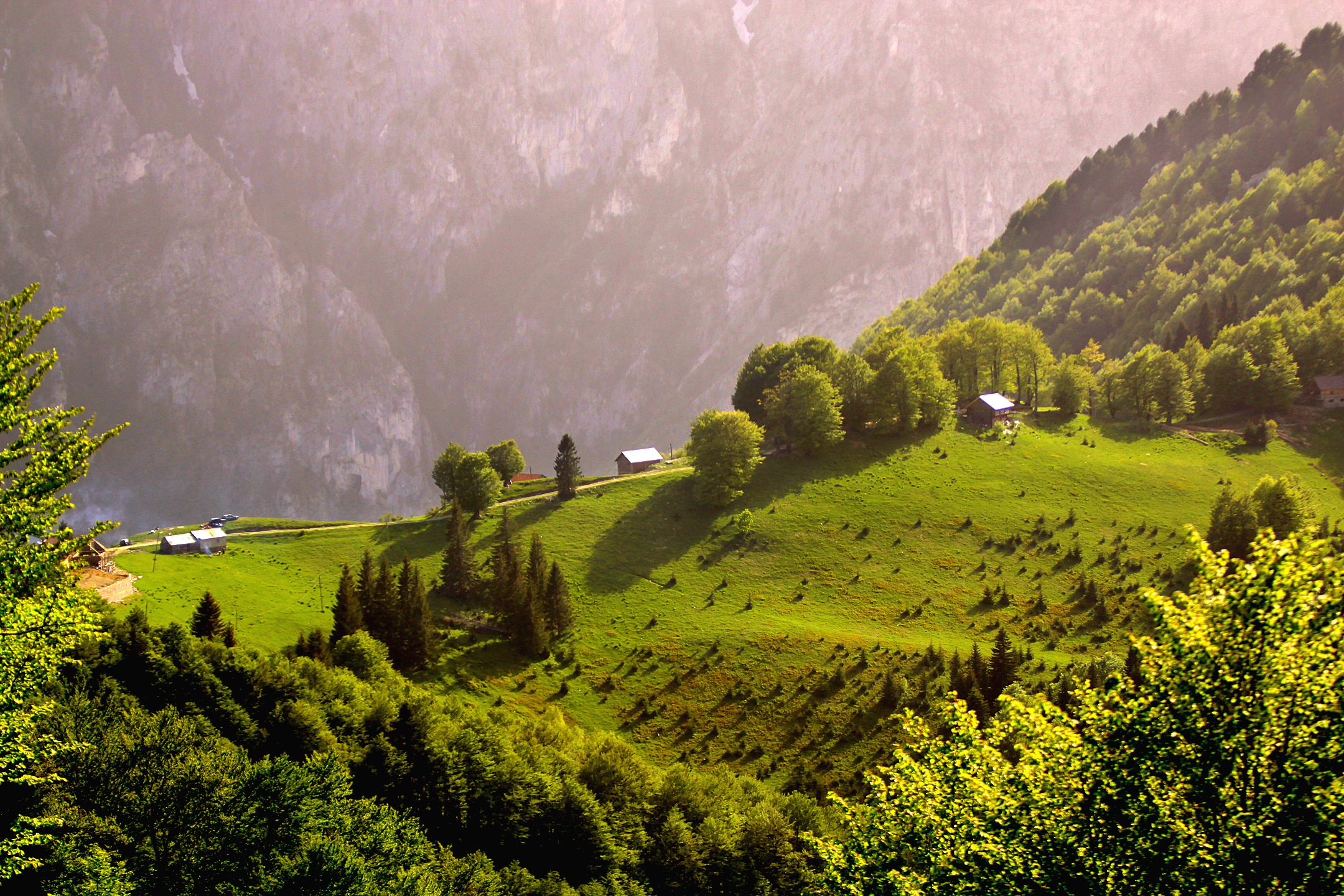
Типичный пейзаж в Ругове в пределах Проклетия (Северо-Албанских Альп).

Косово не имеет выхода к морю и находится в центральной части Балканского полуострова в Юго-Восточной Европе. Его общая площадь составляет 10 887 км². Территория страны лежит между 42-й и 43-й параллелями северной широты, а также между 20-м и 22-м меридианом восточной долготы.
Крайней северной точкой Косово является деревня Белоберда (43°14’ с. ш.), крайней южной — село Рестелица (41°56’ с. ш.). Крайняя западная точка страны — деревня Бога (20°3’ в. д.), крайняя восточная — село Десивойца (21°44’ в. д.). Самая высокая вершина Косово — Велика-Рудока (2658 м), а низшая точка Косово — река Белый Дрин (297 м над уровнем моря).

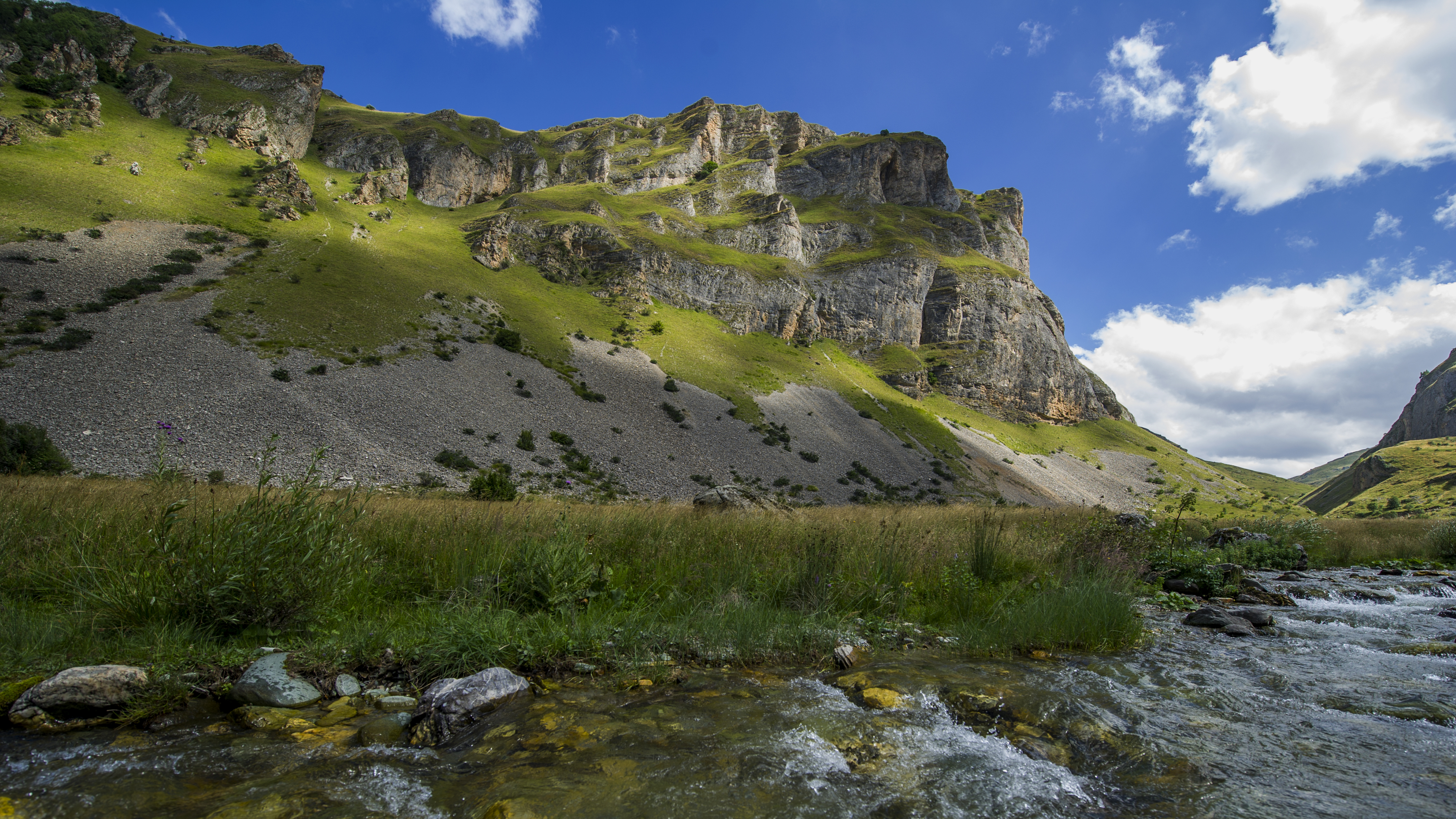
Горы Шар-Планина охватывает одну десятую часть территории Косово.

На большей части границ Косово преобладает гористая и высокогорная местность. Наиболее значимыми формами рельефа страны служат горный массив Проклетие (Северо-Албанские Альпы) и горный хребет Шар-Планина. Северо-Албанские Альпы являются геологической частью Динарского нагорья. Они лежат у западной границы с Албанией и Черногорией. Юго-восток Косово занят преимущественно горами Шар-Планина, образующими границу с Северной Македонией. Северная часть занимают горы Копаоник (выше 2000 м). Помимо горных хребтов, территорию Косово занимают две крупные равнины: Косовская равнина на востоке и Метохийская равнина на западе.

Физическая карта Косова

Гидрологические ресурсы Косово относительно невелики. К самым длинным рекам Косово относятся Белый Дрин, Южная Морава и Ибар. Ситница, приток Ибара, является самой крупной рекой, полностью лежащей на территории Косово. Река Неродимка представляет собой единственный в Европе пример бифуркации рек, которые в её случае впадают в Чёрное и Эгейское моря.

### Флора и фауна

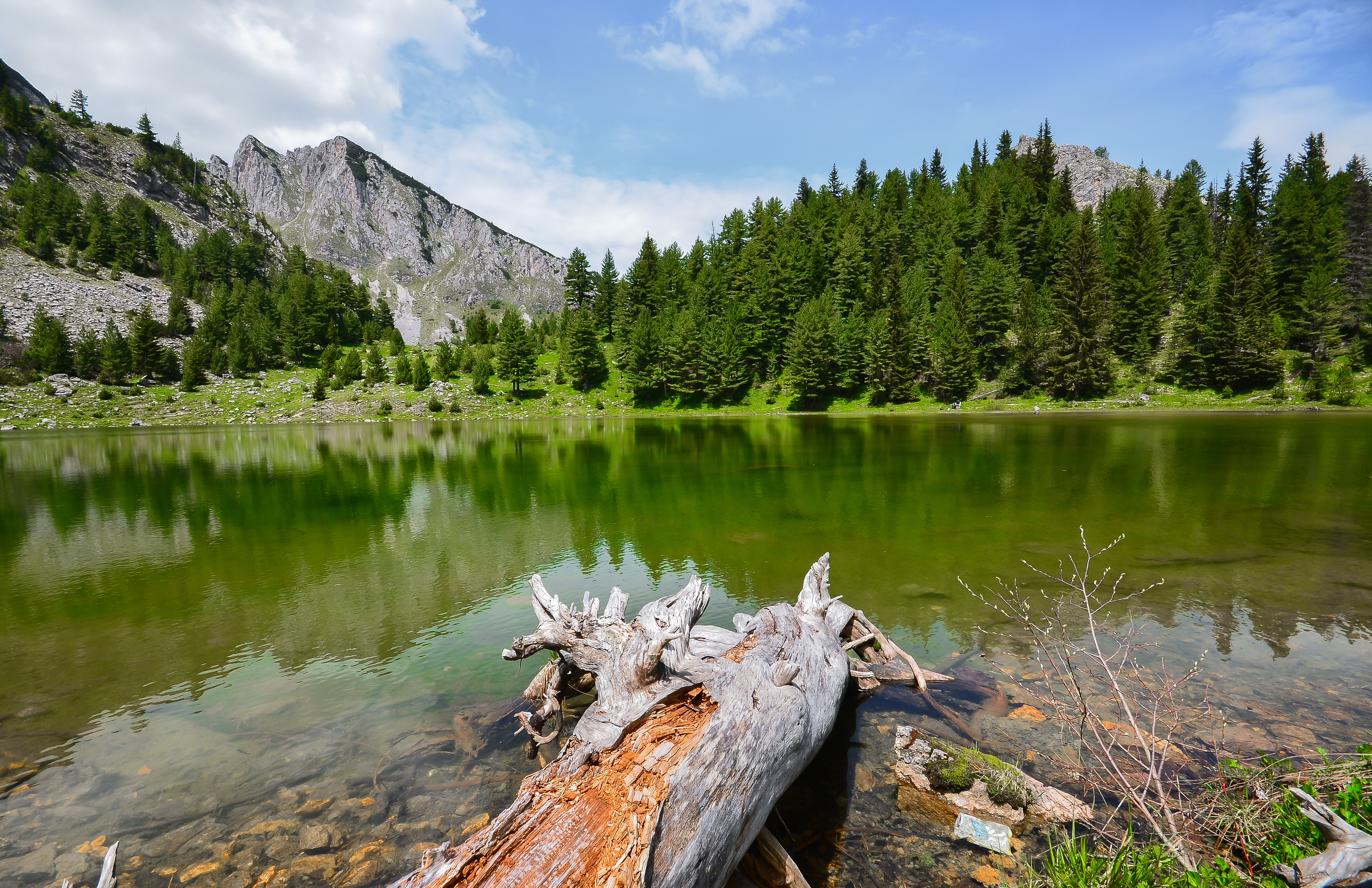
В национальном парке Бьешкет-э-Немуна представлено разнообразие видов животного и растительного миров Косово

Флора и фауна расположенного в Юго-Восточной Европе Косово включает в себя виды, характерные для Европы и Евразии. Леса широко распространены в стране и занимают не менее 39 % её территории. В географии растений Косово занимает Иллирийскую провинцию Циркумбореальной области Бореального подцарства. Кроме того, его территория с балканскими смешанными лесами входит в состав экорегиона Палеарктического умеренного широколиственного и смешанного леса. Биоразнообразие Косово сохраняется в двух национальных парках, 11 заповедниках и 103 других охраняемых территориях.
Флора Косово представлена более 1800 видами сосудистых растений, а общее количество видов растительного мира страны, по оценкам, превышает 2500. Это разнообразие является результатом сложного взаимодействия геологии и гидрологии, создающего широкий спектр условий обитания для разнообразия флоры. Хотя Косово занимает лишь 2,3 % всей площади Балканского полуострова, в плане флоры оно обладает 25 % балканской флоры и около 18 % европейской флоры. Фауна Косово представлена широким разнообразием видов. Горы на западе и юго-востоке страны создают прекрасную среду обитания для нескольких редких или находящихся под угрозой исчезновения видов, включая бурых медведей, рысей, диких кошек, волков, лис, диких коз, косуль и оленей. В общей сложности, в Косово было зарегистрировано 255 видов птиц, включая хищных, таких как беркут, могильник и степная пустельга, обитающих преимущественно в горах.

### Климат

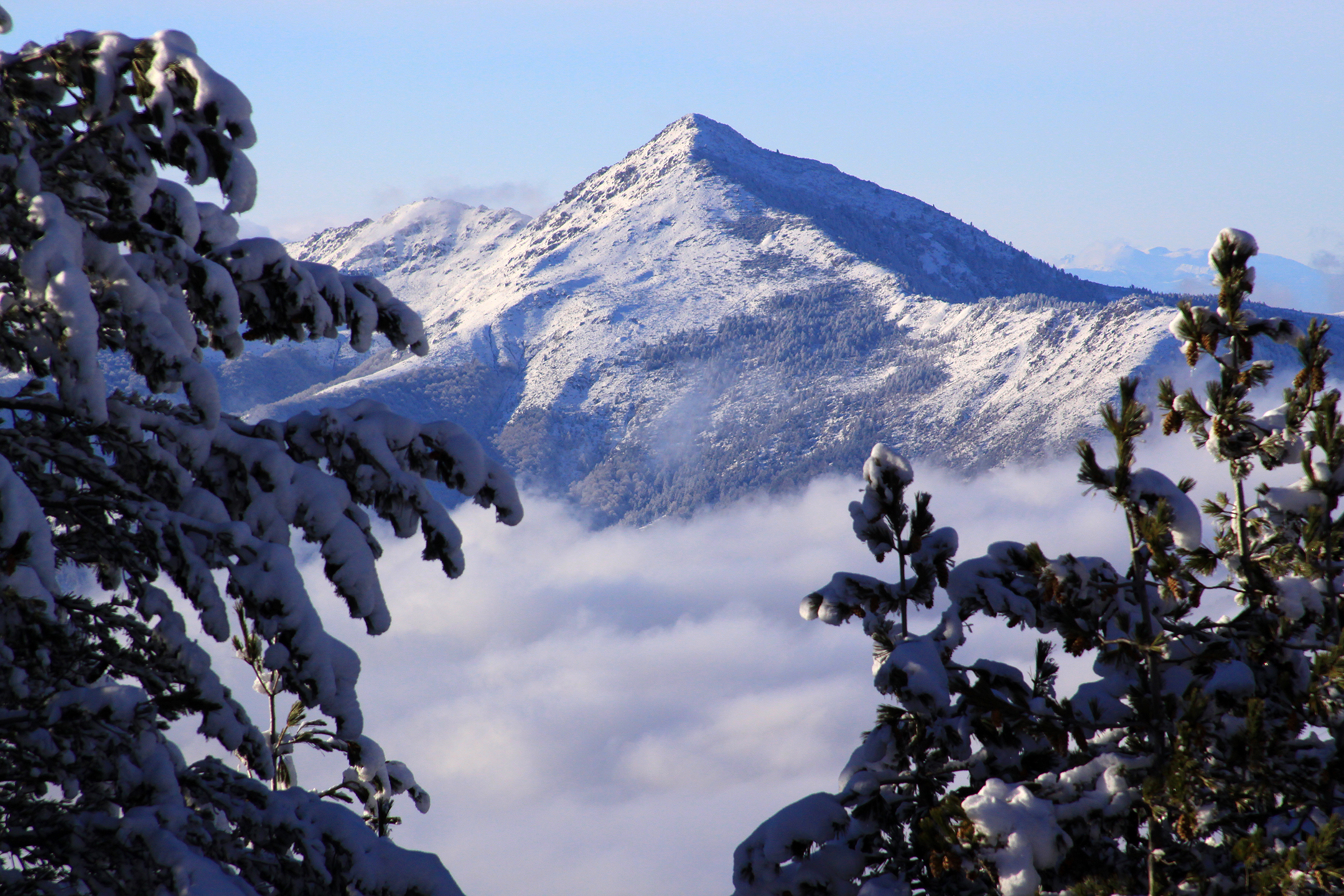
Снежная вершина Пашалоры, вид со стороны Брезовицы.

Большая часть Косово находится в зоне континентального климата со средиземноморским и альпийским влиянием. Сильное влияние на климат оказывает: на западе — близость к Адриатическому морю, на юге — близость к Эгейскому морю, а на севере — обширная европейская континентальная суша.
Самыми холодными районами Косово являются горные области на западе и юго-востоке, где царит альпийский климат. Самые тёплые районы расположены преимущественно в самых южных районах страны, близких к границе с Албанией, характеризующихся средиземноморским климатом. Среднемесячная температура колеблется от 0 °C (в январе) до 22 °C (в июле). Среднегодовое количество осадков колеблется от 600 до 1300 мм в год и равномерно распределяется по всему году.
Расположенные на северо-востоке государства Косово поле и Ибарская долина обладают более сухим климатом с общим количеством осадков около 600 мм в год и более подвержены влиянию континентальных воздушных масс, приносящих более холодную зиму и очень жаркое лето. На юго-западе климатическая зона Метохии (Дукагини) находится под средиземноморским влиянием с более тёплым летом и немногим большим количеством осадков (700 мм в год) с сильными снегопадами зимой. Горные районы Проклетия на западе, Шар-Планины на юге и Копаоник на севере характеризуются альпийским климатом с высоким количеством осадков (от 900 до 1300 мм в год) с коротким и прохладным летом и холодной зимой.

## История

### Средние века и Новое время
В древности территорию современного Косово заселяли племена иллирийского происхождения. В VI веке здесь расселились славяне, частично ассимилировавшие, частично вытеснившие романизированное население в приморские города, а влахов — в горы. К IX веку славянское население приняло христианство. С IX по XII век за обладание территорией Косово велась постоянная борьба между соседними государствами: Византией, Болгарией и двумя сербскими княжествами: Рашкой (к северу и северо-западу от Косова и Метохии) и Дуклей (на территории современной Черногории). В конце XII века при Стефане Немане произошло резкое укрепление Рашки, следствием которого, в частности, стало присоединение областей Косова и Метохии и образование на Балканах сильного сербского государства. В XIII веке Рашка стала королевством, а город Печ в северном Косово стал резиденцией митрополита Сербии. Постепенно Косово превратилось в религиозный, политический и культурный центр Сербии. Здесь было основано множество монастырей и церквей, а в городах Призрен и Приштина располагались дворцы сербских королей. Экономический и культурный расцвет Косова пришёлся на время правления Стефана Душана (1331—1355). В 1336 году Печский митрополит получил статус патриарха. Однако после смерти Стефана его государство быстро распалось. На территории Косово образовалось несколько неустойчивых государственных образований местных феодалов. Одновременно началась интенсивная экспансия на Балканы Османской империи. В 1389 году в битве на Косовом поле войска сербского князя Лазаря были разбиты, а страна признала сюзеренитет турецкого султана. Тем не менее сражение на Косовом поле стало символом сербского национального единства и борьбы за независимость.
Окончательно территория Косова была завоёвана турками в 1454 году. В результате завоевания, слома традиционных поземельных отношений и торговых связей, введения новых налогов и закрепощения крестьянства, экономика Косова пришла в упадок, целые районы опустели. Начался первый массовый исход сербов из Косова. Местная аристократия была вытеснена мусульманами, в том числе из числа принявших ислам славян, возник фактор национального и религиозного гнёта. Начался отток сербского населения из равнинных районов в горы и за пределы Османской империи. Главным центром национального единения и сербской культуры в XV—XVII веках являлась православная церковь во главе с Печским патриархатом. В период австро-турецкой войны конца XVII века территория Косова была занята австрийскими войсками при поддержке местного сербского населения. Однако в результате турецкого наступления 1690 года австрийцы были вытеснены из Сербии. Потеря надежды на достижение независимости привела к Великому переселению сербов 1690 года: по призыву Печского патриарха Арсения Чарноевича Старую Сербию, включавшую также область Косова поля, покинуло 30 тысяч сербских семей, которые переселились на Дунай, на территорию Австрийской монархии, где образовали Военную границу. Отток православного населения продолжился и в XVIII веке после поражения австрийцев в войне 1735—1737 годов.
На освободившиеся после ухода значительной части сербов земли Косова началось переселение албанцев, перешедших из центральной Албании, из области реки Чёрной Дрины. Ко второй половине XVII века относится начало подъёма экономики албанских областей и усиление влияния выходцев из Албании в империи. Колонизация албанцами равнинных территорий Косова привела к возникновению сербо-албанского противостояния. В XVIII веке центр сербского национально-освободительного движения переместился в Северную Сербию, в 1766 году был ликвидирован Печский патриархат, а в целом успешная политика эллинизации православной церкви привела к тому, что она потеряла роль лидера в борьбе за независимость. В начале XIX века в северных районах Сербии образовалось Сербское княжество с центром в Белграде, которое добилось широкой автономии, в то время как Косово и другие области Старой Сербии остались под властью турок. Упадок сербского национального движения в Косове в XIX веке сопровождался возникновением и быстрым ростом албанского освободительного движения. Доля албанского населения края неуклонно увеличивалась и к середине XIX века превысила 50 %. Косово стало одним из центров албанского просвещения и борьбы за объединение всех населённых албанцами земель в единое автономное образование в составе Османской империи. Интенсивная пансербская агитация конца XIX века, а также претензии на земли слабеющей империи со стороны получивших независимость в 1879 году Сербии и Черногории, а также Болгарии, Греции и Австро-Венгрии, привели к национальному сплочению албанцев под руководством Призренской лиги (1878), а позднее — Лиги в Пейи (1899), главным центром действия которых стало Косово. В 1910 году в Косове вспыхнуло массовое восстание против централизаторской политики младотурецкого правительства.
Российские и сербские дипломаты отмечали, что на рубеже XIX—XX вв. произошёл всплеск насилия албанцев над косовскими сербами.

### XX век
В результате Балканских войн 1912—1913 годов бо́льшая часть территории Косова вошла в состав Сербии (небольшой район на северо-западе был присоединён к Черногории). Тогда же было образовано независимое Албанское государство. Тот факт, что более половины этнических албанцев осталось за пределами Албании, способствовал обострению албано-славянских противоречий в регионе. Кроме того, территориальные изменения стали началом нового витка этнических миграций: в Косово стали переселяться сербы из других районов, что поощрялось правительством Сербии, часть албанского населения эмигрировала за пределы страны. В годы Первой мировой войны в результате поражений сербской армии в 1915 году территорию Косова захватили войска Австро-Венгрии и Болгарии. Албанцы в войне в целом поддерживали Центральные державы и участвовали в боях против сербов. Летом-осенью 1918 года сербские войска вновь заняли Косово, а по завершении войны регион вошёл в состав Королевства сербов, хорватов и словенцев (с 1929 года — Югославия). В рамках Югославии албанский вопрос сохранял свою актуальность. Албанские националисты развернули партизанскую войну за присоединение Косова к Албании, в то время как правительство поощряло колонизацию края черногорскими крестьянами. В межвоенный период Косово покинуло несколько десятков тысяч албанцев.

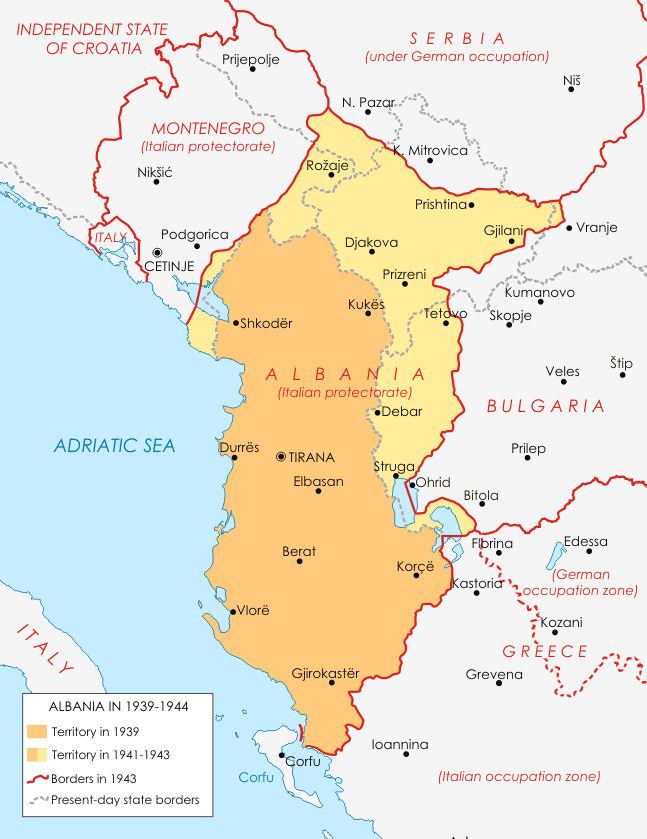
В состав Великой Албании, созданной в августе 1941 года, входили Метохия и центральное Косово

В годы Второй мировой войны большая часть Косова была включена в состав Албанского королевства (итальянского протектората). В период итальянской оккупации албанские вооружённые формирования развернули борьбу за изгнание сербов с территории края. По сербским оценкам, от 10 до 40 тысяч было убито, от 70 до 100 тысяч человек было вынуждено покинуть Косово. В 1944 году, во многом благодаря усилиям косовских партизан, территория края была освобождена и вновь вошла в состав Югославии. По конституции Федеративной Народной Республики Югославия 1946 года был образован автономный край Косово и Метохия в составе Социалистической республики Сербия. Тито, надеясь на вхождение в состав Югославии Албании, поощрял переселение в Косово албанцев и, наоборот, ограничивал возможности для возвращения сербского населения.
В СФРЮ Косово постоянно имело статус неразвитого региона и получало дотации и льготные кредиты из федерального центра. С 1970-х годов Косово стало основным получателем этих кредитов среди регионов Югославии. В 1976—1980 годах Фонд Федерации для кредитования экономически недостаточно развитых республик и областей выделил Косову 2847,6 тыс. югославских динаров, в то время как Боснии и Герцеговине только 2352,5 тыс. динаров, Македонии — 1662,9 тыс. динаров, Черногории — 831,5 тыс. динаров. Кредиты предоставлялись краю в 1966—1990 годах сроком на 15 — 19,5 лет под 2,1 — 9,0 % годовых.
В результате, хотя по уровню развития экономики Косово уступало другим регионам Югославии, уровень жизни здесь был существенно выше, чем в соседней Албании, что способствовало притоку беженцев оттуда. Албанцы не хотели вливаться в сербское общество — а вместо этого за счёт более высокой рождаемости и сплочённости вытесняли коренное население. Также к 1960-м годам соотношение долей албанцев и сербов в крае составляло уже 9:1. Несмотря на постепенное расширение автономии Косова, среди албанского населения усиливались стремление к самостоятельности и ориентация на режим Энвера Ходжи в соседней Албании.
В 1968 году по краю прокатилась волна выступлений албанских радикалов. Борьба приобрела форму партийных разногласий Союза коммунистов Сербии и Союза коммунистов Косова. В том же году власти края убрали из его названия слово «Метохия» под предлогом его неиспользования албанским большинством, однако официально край сохранял своё старое название ещё 6 лет до 1974 года, когда была принята новая Конституция, а в название края было также внесено слово «социалистический» (Социалистический автономный край Косово), данный вариант был отменён Милошевичем в 1989 году.
По новой Конституции автономия Косова была существенно расширена. Край получил своего представителя в составе Президиума Югославии с правом вето, албанский язык стал одним из официальных, открылась возможность создания албанских средних и высших учебных заведений. Однако Косово по-прежнему оставалось автономным краем в составе Сербии.
В 1981 году в крае состоялись массовые студенческие манифестации с требованием предоставить Косову статус полноправной республики в рамках Югославии, вылившиеся в кровавые столкновения и подавленные федеральными войсками. Сербо-албанское противостояние вышло на новый уровень: сербы подвергались дискриминации местными органами власти, участились столкновения на этнической почве, албанское национальное движение радикализировалось, а среди сербов росли антиалбанские настроения. В 1986 году был опубликован первый манифест части сербской интеллигенции, призывавший к «деалбанизации» Косова.
Сербо-албанский антагонизм обострился после прихода к власти в Сербии Слободана Милошевича в 1988 году, который используя националистическую риторику смог завоевать широкую популярность среди сербского населения в условиях начавшегося распада Югославии. В 1989 году в Сербии состоялся референдум, утвердивший новую конституцию, которая радикально урезала автономию национальных краёв. Косовские албанцы бойкотировали референдум. По его результатам в Косове был распущен парламент, прекратилось вещание государственных радио и телевизионных станций на албанском языке, начались увольнения албанцев из государственных структур, в некоторых учреждениях образования было свёрнуто преподавание на албанском. В ответ начались массовые забастовки, акции протеста, этнические столкновения. В 1990 году в Косове было введено чрезвычайное положение. Тем не менее сепаратистские стремления среди албанцев возрастали.
22 сентября 1991 года было провозглашено создание независимой Республики Косово, а затем проведены несанкционированные (среди албанской общины) референдум о независимости (99 % голосовавших при явке 87 % проголосовали за независимость) и президентские выборы, на которых президентом был избран Ибрагим Ругова. 22 октября 1991 года независимость Республики Косово признала Албания. Началось создание вооружённых формирований сепаратистов, которые в 1996 году были объединены в Армию освобождения Косова. В крае развернулась партизанско-террористическая война, жертвами которой стали сотни мирных жителей, чиновников и военных Югославии. Первоначально борьбу с сепаратистами вели лишь милицейские подразделения, но в 1998 году в военные действия вступила югославская армия. Война сопровождалась массовыми репрессиями, убийствами мирных жителей и этническими чистками. Албанскими ополченцами были разрушены многие памятники православной культуры. В 1999 году в военные действия вмешалась НАТО: массированным бомбардировкам были подвергнуты югославские города и военные объекты. Около полумиллиона, в основном албанцев, осталось без крова. В результате сербское правительство было вынуждено согласиться на ввод в Косово военного контингента НАТО KFOR и переход края под управление Организации Объединённых Наций, что и было осуществлено на основании резолюции СБ ООН № 1244 от 10 июня 1999 года.
После установления в Косове временной администрации миссии ООН значительное число беженцев осталось на территории Сербии, главным образом из числа сербов и цыган. По сербским данным, их число в 2002 году составляло 277 тыс. человек.

### XXI век
23 октября 2004 года под контролем временной администрации прошли выборы в парламент Косова. Большая часть голосов (47 %) была отдана Демократической лиге Косова (лидер — Ибрагим Ругова, умеренные). Демократическая партия Косова (лидер — бывший полевой командир Хашим Тачи) получила 27 % голосов. Ещё один бывший командир Армии освобождения Косова — Рамуш Харадинай — возглавлял партию Альянс за будущее Косова. Все албанские партии выступали за независимость края. Подавляющее большинство косовских сербов выборы проигнорировало — проголосовало около 900 человек, то есть менее 1 % сербского населения. По их мнению, в крае не было создано нормальных условий для проведения выборов, что доказало кровопролитие в марте 2004 года, когда в результате беспорядков и погромов 19 человек погибли, 4 тысячи сербов и других неалбанцев лишились крова, были сожжены сотни домов и разрушены десятки православных храмов и монастырей.
Количество мест в парламенте Косова распределяется по этническому признаку: этническим албанцам принадлежит 100 мест из 120, остальные зарезервированы за национальными меньшинствами, в том числе 10 — за сербами. Президента и правительство Косова выбирает парламент. В ведении временной администрации миссии ООН находились милиция и система правосудия, гражданская администрация, формирование гражданских институтов и демократизация, восстановление хозяйства и экономическое развитие. Постепенно функции внутреннего управления были переданы органам власти Косова.
6 декабря правительство Косова возглавил Рамуш Харадинай. В марте 2005 года он подал в отставку. Ему на смену пришёл более умеренный Байрам Косуми. После смерти в январе 2006 года Ибрагима Руговы президентом был избран Фатмир Сейдиу, а премьер-министром вновь стал бывший полевой командир АОК — Агим Чеку. В ноябре 2006 года Чеку находился с неофициальным визитом в Москве по приглашению Комитета Госдумы РФ по международным делам, где провёл переговоры в МИД РФ, а также с российскими депутатами, которые призвали албанское руководство к прямым контактам с Белградом. С 9 января 2008 года правительство Косова возглавляет Хашим Тачи, в прошлом полевой командир Армии Освобождения Косова.
Первоначально в отношении Косова мировое сообщество пыталось применить формулу «стандарты до статуса», которая предполагала достижение консенсуса между всеми политическими силами и этническими группами, и лишь после этого — определение статуса края. Эта политика, однако, не привела ни к возвращению в край сербов, ни к прекращению насилия. В октябре 2005 года Совет безопасности ООН высказался за начало переговоров о статусе края.
31 января 2006 года на заседании контактной группы по Косову на уровне министров иностранных дел (Россия, США, Великобритания, Франция, Германия, Италия, ЕС и НАТО) было принято заявление, согласно которому «при решении вопроса о статусе Косова необходимо полностью принять во внимание характер косовской проблемы, которая оформилась в результате распада Югославии, последовавших за этим конфликтов, этнических чисток и событий 1999 года, а также его длительного пребывания под международным управлением на основе резолюции ООН 1244». Министры высказались за необходимость предпринять все усилия для достижения договорённости по Косову уже в 2006 году. Россия выступила против установления конкретных сроков урегулирования, так же, как и Сербия. Были согласованы три основных принципа переговоров: Косово не может быть возвращено под управление Сербии, не может быть разделено и не может быть присоединено к другому государству. Главой международных посредников по урегулированию проблемы Косова назначен бывший президент Финляндии Мартти Ахтисаари.
Переговоры о статусе Косова между сербами и косовскими албанцами начались 20 февраля 2006 года в Вене при посредничестве специального представителя генерального секретаря ООН Мартти Ахтисаари. Албанская позиция заключалась в требовании предоставить Косову полную и безоговорочную независимость. Сербия рассчитывала сохранить хотя бы формальный контроль над Косовом и настаивала на том, чтобы косовским сербам в местах компактного проживания было предоставлено самоуправление в вопросах здравоохранения, образования, юридической и социальной службы, а также вопросах безопасности. Правовой основой переговоров оставалась резолюция 1244, в которой, в частности, содержалось подтверждение «незыблемости суверенитета и территориального интегритета Федеральной республики Югославия» и не упоминалось ничего большего, чем «предоставление существенной автономии в составе Югославии».
16 февраля 2008 года Евросоюз одобрил размещение миссии ЕВЛЕКС в Косове.
17 февраля 2008 года Парламент Косова объявил о независимости Косова в одностороннем порядке. 14 марта косовские сербы, протестующие против независимости края, приступили к действиям и захватили здание албанского суда. Здание штурмовало около 200 человек и они удерживали здание 3 дня. 17 марта усиленные войска ООН в количестве 500 человек отбили здание и арестовали 53 человека. Однако, когда арестованных перевозил конвой ООН, на него напала толпа сербов и закидала камнями, бутылками с зажигательной смесью, гранатами. Всего оказались ранены 42 военных и сильно повреждены 2 машины. После этого войскам ООН было приказано покинуть сербский анклав на севере края. В ночь на вторник один украинский миротворец скончался.
15 ноября 2009 года в Косове состоялись первые с момента объявления независимости края муниципальные выборы. Победу на них одержала Демократическая партия Косова премьер-министра страны Хашима Тачи. Второе место досталось их оппонентам из Демократической лиги Косова, возглавляемой президентом страны Фатмиром Сейдиу. Третьим пришёл Альянс за будущее Косова во главе с одним из основателей Армии освобождения Косова Рамушем Харадинаем.
1 декабря 2009 года в Международном суде в Гааге начались слушания о законности одностороннего провозглашения независимости Косова. 22 июля 2010 года Международный суд ООН признал законность решения властей Косова о провозглашении независимости от Сербии.
15 октября 2010 года в стране произошёл первый в её истории политический кризис: Демократическая лига Косова под руководством бывшего президента Фатмира Сейдиу решила выйти из правящей коалиции. Кризис начался в октябре, когда конституционный суд страны вынес решение, согласно которому президент страны не может быть одновременно лидером партии.
8 марта 2011 года в Брюсселе прошли первые за историю Косова переговоры с Сербией. Политический статус Косова не обсуждался. Позиция Белграда: улучшение жизни сербской общины в Косове. Позиция Приштины: нормализация отношений с Сербией.
В июле 2011 года возник конфликт между властями самопровозглашённой Республики Косово и косовскими сербами за контроль над двумя переходами на границе края с Центральной Сербией, которую косовские власти рассматривают как государственную. Фактически на стороне Косова выступили и силы KFOR. Конфликту предшествовали безуспешные переговоры Приштины и Белграда о таможенном регулировании.
19 апреля 2013 года в Брюсселе премьер-министр Сербии Ивица Дачич и премьер-министр Косова Хашим Тачи парафировали соглашение о принципах нормализации отношений. Оно касается статуса и функций сербских общин на севере Косова, но не статуса самого Косова. Соглашение предусматривает формирование нового единого сообщества/ассоциации сербских общин Косова, которые должны контролировать области экономического развития, образования, здравоохранения, городского и сельского хозяйства. Дополнительными полномочиями это объединение могут наделить центральные власти Косова. Полицейские подразделения сербской части Косова должны быть полностью интегрированы в единую косовскую службу, однако командовать региональным полицейским управлением, которое возьмёт под контроль четыре сербские общины (Северная Митровица, Звечан, Зубин Поток и Лепосавич), должен косовский серб. Судебные органы северного Косова должны быть интегрированы в косовские и действовать по косовским законам, однако в сербской части города Косовска-Митровица должен быть учреждён особый окружной суд. Предусмотрено проведение в 2013 году при поддержке Организации по безопасности и сотрудничеству в Европе выборов в руководство сербских муниципалитетов. Сербия и Косово договорились не блокировать процесс вхождения друг друга в состав ЕС. Для реализации соглашения при поддержке ЕС должен быть сформирован совместный комитет. Многие сербские оппозиционные партии, Сербская православная церковь, движения националистического толка и косовские сербы выступают против соглашения с Косовом, поскольку считают его предательством национальных интересов. В 2015 году в Косове прошли четырёхнедельные протесты.
После заключения Брюссельских соглашений процесс получения Республикой Косово фактической независимости ускорился. В 2016 году ЕВЛЕКС передала косовским властям контроль над таможней, но при этом миссия обещала помогать им советами. Более того, высказывания сербских властей в адрес властей Республики Косово стали пожалуй гораздо более мягкими и с намёками на необходимость признания независимости края. Например, в 2016 году премьер-министр Сербии А. Вучич заявил, что на тот момент единственным решением косовской проблемы было бы признание Сербией независимости Республики Косово, но это невозможно, и этого не будет.
14 декабря 2022 года президент Косова Вьоса Османи, премьер-министр Альбин Курти и спикер парламента Глаук Конюфца подписали заявку на вступление в Европейский союз.

## Статус

Признание независимости Косова в мире:
Косово
Государства, признающие независимость
Государства, объявившие о том, что они собираются признать независимость
Государства, объявившие о нейтралитете или отложившие решение о признании
Государства, объявившие озабоченность односторонним провозглашением независимости
Государства, объявившие о непризнании

Согласно конституции Сербии, Косово входит в состав Сербии как автономный край Косово и Метохия, парламент которого не обладает необходимыми для отделения полномочиями.
18 февраля 2008 года Афганистан, Тайвань и ряд европейских стран первыми признали независимость Косова. Первой такое решение приняла Франция, а затем к ней присоединились Великобритания и Италия. В тот же день независимость Косова признали в США. В то же время против признания независимости края выступила Испания, а также Кипр, Греция, Словакия, Болгария, Румыния, Китай и Россия. 19 февраля 2008 года Болгария изменила своё решение и объявила, что в будущем признает суверенитет Косова. 20 февраля Германия также признала суверенитет Косова.
С точки зрения Сербии и не признавших отделение государств, статус Косова на данный момент — автономный край Сербии, в одностороннем порядке заявивший о своей независимости, признанный некоторыми странами самостоятельным государством и получающий военную поддержку войсками НАТО, которые противодействуют восстановлению территориальной целостности Сербии и установлению конституционного строя на территории Косова и Метохии.
В качестве ответной меры на объявление независимости парламент Сербии принял единогласное решение об аннулировании решения краевого парламента Косова от 18 февраля. Аналогичное решение приняло правительство Сербии (17 февраля), расценив декларацию как нарушение конституции Сербии. Республика Косово была названа «фальшивым государством на территории Сербии», а на лидеров республики были заведены уголовные дела. Сербия также отозвала послов из США, Германии и Великобритании. 28 июня 2008 года была сформирована Сербская Скупщина Косова — местный парламент в северной части края, не контролируемой албанцами. Новый парламент поддержали Сербия и Россия, а США, руководство ЕС и власти самопровозглашённой Республики Косово объявили его нелегитимным.
22 июля 2010 года международный суд ООН признал, что провозглашение независимости Косова не противоречит нормам международного права. Через день — 23 июля — правительство Украины сделало официальное заявление о том, что не признаёт независимости Косова. 4 февраля 2011 года число стран, признавших независимость Косова, достигло 75, а 24 декабря 2012 года с признанием со стороны Пакистана это число достигло 98 стран — членов ООН и превысило половину числа членов этой организации. 14 августа 2014 года число стран — членов ООН, признавших независимость Косова, составило 108. 27 февраля 2017 года число стран — членов ООН, признавших независимость Косова, достигло 114.

### Отзыв признания
2 марта 2020 года Сьерра-Леоне стала 18-й страной, отозвавшей признание Косова, а ранее, 13 ноября 2019 года, Науру стала 17-й страной, отозвавшей признание Косова. До этого были: Соломоновы Острова, Коморы, Гренада, Доминика, Суринам, Либерия, Сан-Томе и Принсипи, Мадагаскар, Гвинея-Бисау, Бурунди, Того, Палау, Папуа — Новая Гвинея, Лесото, ЦАР.

### Сербские и албанские притязания
В древности территорию современного Косова заселяли племена иллирийского происхождения. В VI веке здесь расселились славяне, частично ассимилировавшие, а частично вытеснившие романизированое население в приморские города, а влахов — в горы. 

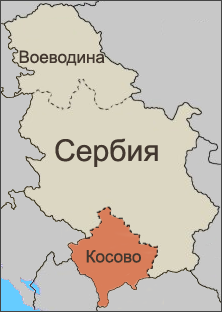
Косово в составе Сербии

В XIV веке на территории Косова и Метохии находился центр средневекового сербского государства, а с конца XIII века и вплоть до 1767 года здесь же располагался престол сербского патриарха (рядом с городом Печ). В настоящее время край изобилует памятниками православной архитектуры как средних веков, так и нового времени. В частности, здесь находятся почитаемые монастыри Сербской православной церкви Высокие Дечаны, Грачаница, Печская патриархия. Косово сыграло большую роль в становлении сербского самосознания и национального единства: на его территории в 1389 году произошла битва на Косовом поле, ставшая символом сербского патриотизма и борьбы за независимость, а Печский патриархат в период нахождения Сербии под властью Османской империи служил главным центром сербской культуры и национального движения. В конце XVII — начале XVIII века, однако, значительное число сербов покинуло территорию Косова, а на освободившиеся земли начали переселяться албанцы. Доля албанского населения постепенно росла и к середине XIX века превысила 50 %. В XVIII—XIX веках центр сербского национального движения переместился в Северную Сербию, где в 1817 году было создано автономное, а с 1878 года — независимое Сербское княжество, в то время как Косово стало ведущим центром албанского национального движения и ядром борьбы албанцев за самоуправление и независимость от Османской империи.
Притязания сербов на край Косово и Метохия основываются на принципах исторического права. Албанцы в свою очередь настаивают на преобладании этнического права, хотя также пытаются подвести под свои притязания историческую основу (существуют как теория иллирийского, так и теория фракийского происхождении современного албанского этноса). Например, известно, что племена фракийцев обитали здесь как минимум с конца второго тысячелетия до нашей эры (предположительно и ранее). Во II веке Птолемей сообщил, что в горах древней Дардании и Македонии обитают альбаны. На территории современного Косова находился основанный во II веке римский город Ульпиана.

### Места компактного проживания сербов
Фактически Северное Косово, где преобладают сербы, не находится в подчинении ни властей Сербии, так как этому препятствует миротворческий контингент ООН, ни частично признанной Республики Косово.
Кроме Северного Косова, существует ряд сербских анклавов, окружённых территориями с преимущественно албанским населением. Наиболее крупными анклавами являются муниципалитеты Штрпце и Нове-Брдо, а также образованные международной администрацией УНМИК и не признанные Сербией новые муниципалитеты Грачаница, Клокот-Врбовац и Ранилуг. В настоящее время наиболее значительными проблемами сербских анклавов являются проблемы безопасности и снабжения. Охрана сербских поселений осуществляется силами KFOR.

### Косово как международный прецедент
В октябре 2007 года, за месяц до истечения срока переговоров, председатель правительства Сербии Воислав Коштуница заявил:

Косово и Метохия не может быть трофеем НАТО, и пока существует устав ООН, международно-признанные границы Сербии останутся неизменными.

Создание прецедента было упомянуто многими странами, среди которых были Аргентина и Куба. Индия заявила, что Косово «может создать очень опасный прецедент для подобных случаев во всем мире». 
Президент России Владимир Путин охарактеризовал признание западными державами независимости Косово как «ужасный прецедент, который де-факто разнесет в пух и прах всю систему международных отношений, выстроенную не десятилетиями, а веками». Некоторые аналитики в то время называли игнорирование российских возражений ошибкой. Тед Гален Карпентер из Института Катона заявил, что взгляд США и Евротройки на Косово как на нечто уникальное и не создающее прецедента, «чрезвычайно наивен». Также высказывалось предположение, что Россия может использовать случай Косово в качестве предлога для признания Абхазии и Южной Осетии или аннексии Крыма в будущем.
По мнению правительств США и некоторых государств ЕС, ситуация в Косове является уникальной и признание его независимости не должно быть прецедентным для иных самопровозглашённых образований. В качестве обоснования уникальности Косова госсекретарь США Кондолиза Райс назвала комбинацию следующих факторов: общий контекст распада Югославии, этнические чистки и преступления в отношении гражданского населения Косова и длительный период нахождения края под управлением администрации ООН.

## Политико-административное устройство

### Административно-территориальное деление
Республика Косово делится на 7 округов, состоящих из 30 муниципалитетов. Крупнейшие города — Приштина с населением около 500 тыс. человек и Призрен с населением около 110 тыс.

### Политическое устройство
Республика Косово провозглашена как многопартийная парламентская республика. Власть осуществляется законодательными, исполнительными и судебными институтами, действующими в соответствии с Конституцией. Законодательные функции распределены между Ассамблеей и министрами в рамках их компетенций. Правительство осуществляет исполнительную власть и состоит из премьер-министра в качестве его главы, заместителей премьер-министра и глав различных министерств. Судебную власть осуществляет Верховный суд и нижестоящие суды, Конституционный суд и независимые от них органы прокуратуры. Существует также множество независимых институтов, определённых Конституцией и законом, а также местные органы власти.

## Экономика

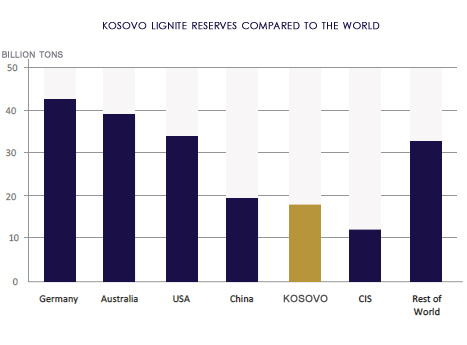
Запасы лигнита (бурого угля) в Косово по сравнению с мировыми

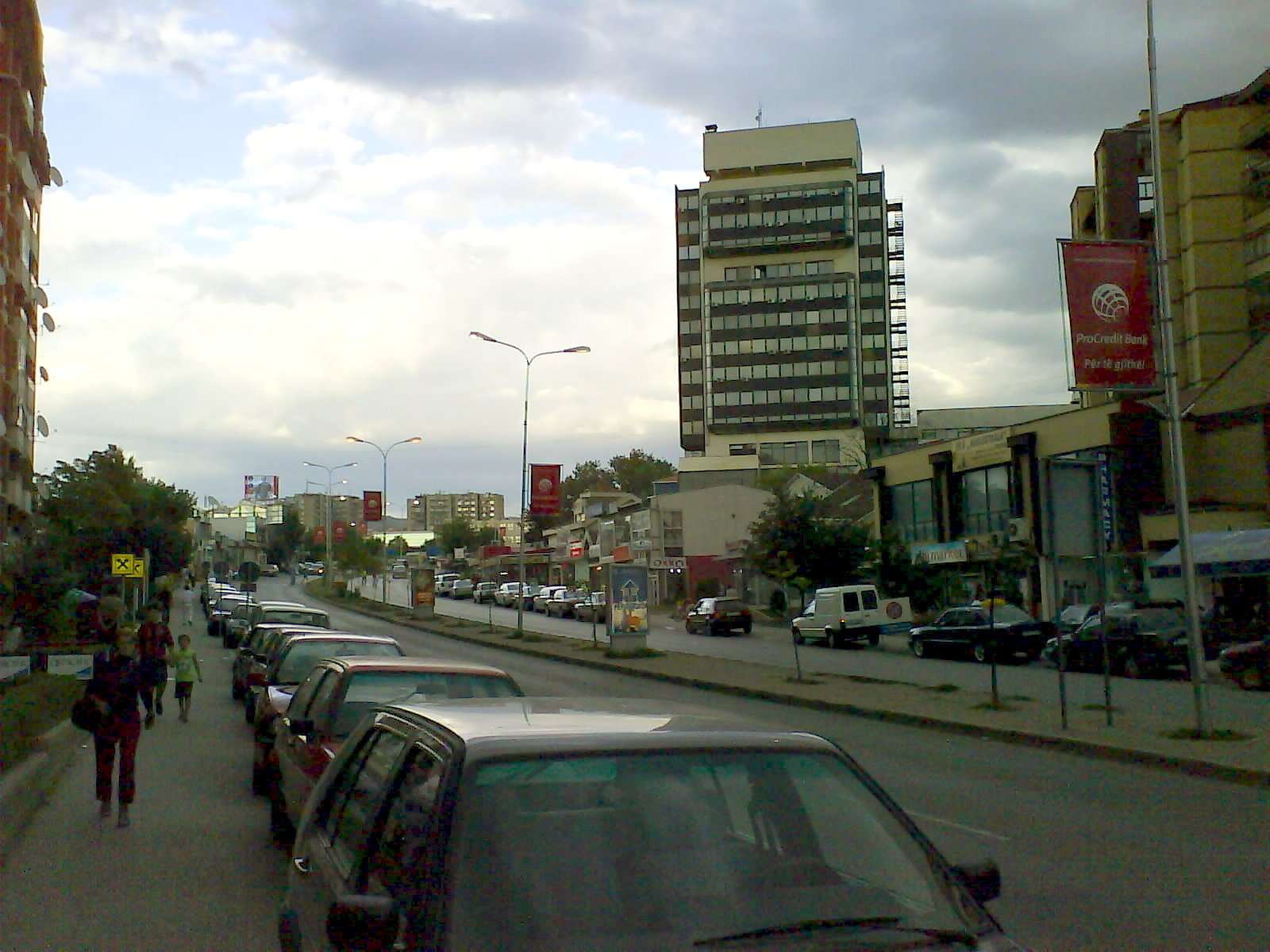
Бульвар Билла Клинтона в Приштине

С 1999 года в Косово наблюдается устойчивый рост ВВП. В период мирового экономического кризиса 2008—2012 гг. Косово была одной из 4 стран Европы, чья экономика показывала устойчивый рост в среднем на 4,5 % в год.
В то же время, более 70 % ВВП составляет сектор услуг. Инфляция невысока. Уровень безработицы очень высок, хотя по официальным данным снижается — 39,7 % в 2005 году, 45,4 % в 2010 году, 30,0 % в 2013 году. При этом две трети молодёжи не имеют работы — потому что сектор «серой» экономики огромен. Однако многие работают за границей и посылают деньги оставшимся дома семьям. Целые поколения косоваров трудились в качестве гастарбайтеров в разных частях Европы. Сегодня их пенсии и пособия — значительный вклад в поддержку Косова.
Все товары, которые импортируются краем, проходят 10 % пошлинный сбор на всех границах, включая Сербию. Внешний долг Косова составляет 1,2 млрд долл. — 35 % от ВВП[уточнить]. Погашая этот долг, Сербия выплатила 218 млн долларов.
По оценке директора Института перспективных исследований (Приштина) Шпенда Ахмети, импорт Косова составляет около 1,3 млрд евро (1,9 млрд долл.) в год, а экспорт — всего лишь 90-130 млн евро. Основным импортным и экспортным партнёром края является Северная Македония (приблизительно 220 и 9 млн евро), далее идут Сербия (111 и 5 млн), Германия и Турция.
На территории Косова расположены крупные залежи полезных ископаемых: свинца, цинка, никеля, кобальта, бокситов и магнезита. Запасы редких минералов: индий, кадмий, германий, таллий и цеолит. Месторождения лигнита (бурого угля) оцениваются более чем в 15 млрд тонн, что даёт Косову возможность вести их эксплуатацию в течение 150—200 лет, развивая энергетику.
Кроме того, в Косове есть современные фабрики: мясоперерабатывающий завод Flor-En в районе Суха Река; обувная фабрика Solid, на которой налажено массовое производство обуви как на экспорт, так и для внутреннего рынка.
В 2007 году бюджет ООН для Косова составил 150 млн евро. Ещё 370 млн косовская экономика получила от албанцев, живущих за рубежом. Эта помощь является основным источником финансов Косова.
С 14 апреля 2022 года минимальный размер оплаты труда в Косово составляет €264 (брутто) и €250 (нетто) в месяц. В Косово зарплата меньше €250 (нетто) в месяц не облагается подоходным налогом.

### Транспорт
Транспортное сообщение в основном автомобильное, железных дорог — 333,451 км, обслуживаются компанией Trainkos (Железные дороги Косова). Имеется регулярное автобусное сообщение с Черногорией, Сербией, Северной Македонией, Албанией, Турцией, а также Боснией и Герцеговиной.

## Социальная сфера

### Образование
В Косове насчитывается около 1200 школ. Примерно половина из них были модернизированы за 6 лет в рамках программы малых грантов, финансируемой Всемирным банком и Канадским агентством развития.

### Религия
Косово — секулярное государство, и религия там не имеет никакого официального статуса. Конституция республики провозглашает свободу вероисповедания и терпимость. Согласно переписи 2011 года, 95,6 % населения Косова являются мусульманами. Эти цифры не учитывают отдельные секты в стране, такие как суфизм и бекташизм, которые иногда классифицируются под категорией ислам. 2,2 % населения являются католиками и около 1,5 % исповедующих православие (большинство православных сербов бойкотировало перепись).

### Культура

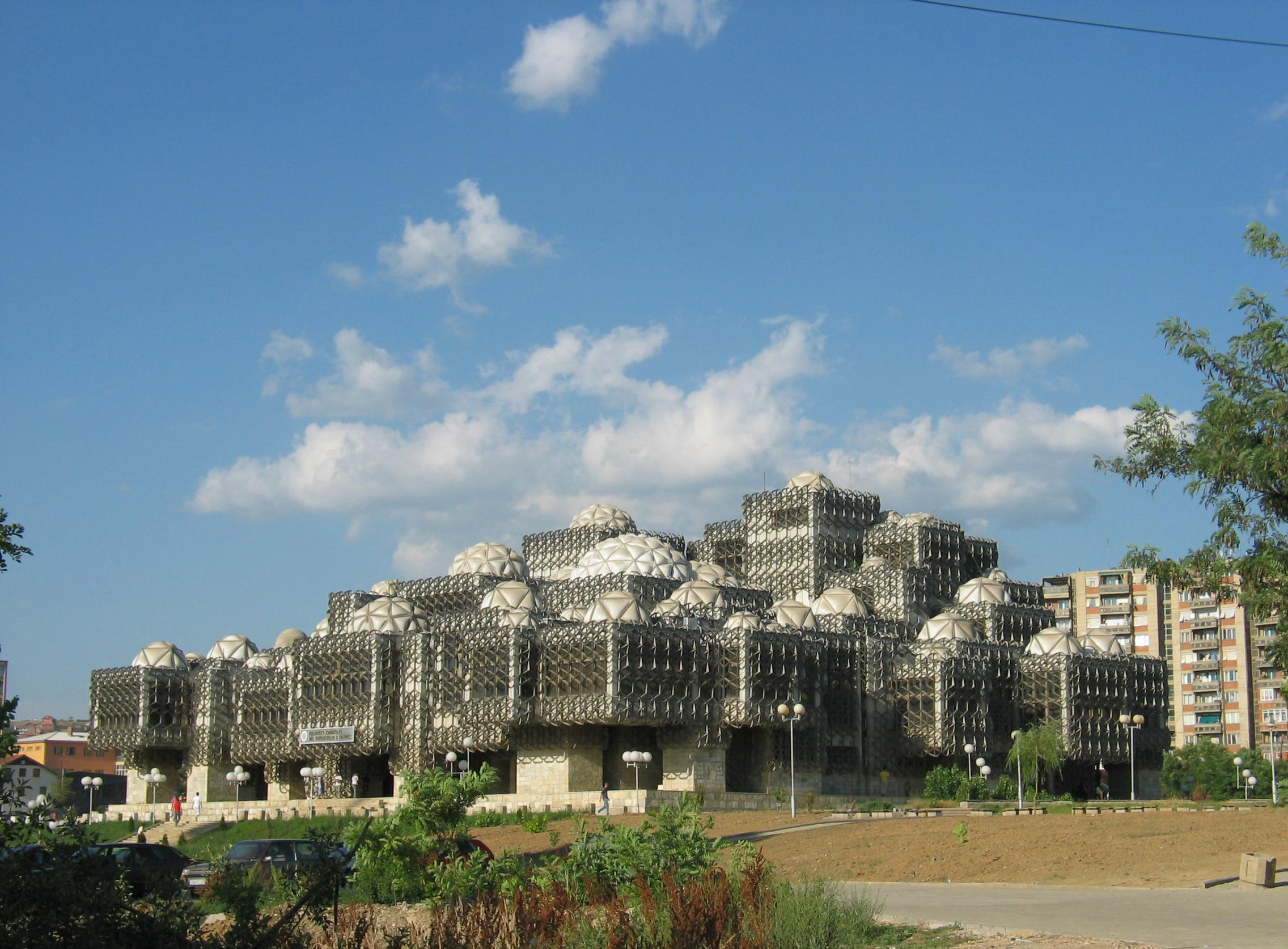
Публичная библиотека Приштины

До начала боевых действий на территории края насчитывалось около 1800 храмов и монастырей, 200 из которых древнее XIV века или относятся ко времени провозглашения сербской патриархии (1346 год). Это самая большая концентрация культурно-исторических памятников в Европе. После вторжения войск НАТО в Югославию в 1999 году албанцы разрушили и осквернили множество сербских православных храмов.

## Население

Возрастно-половая пирамида населения Косова на 2022 год

Численность населения по итогам переписи 2011 года составила 1 733 872 чел., из них примерно 874 тыс. мужчин и 860 тыс. женщин.
| Оценки численности населения | Оценки численности населения | Оценки численности населения | Оценки численности населения | Оценки численности населения | Оценки численности населения |
| 1948                         | 1953                         | 1961                         | 1971                         | 1981                         | 1991                         |
| ---------------------------- | ---------------------------- | ---------------------------- | ---------------------------- | ---------------------------- | ---------------------------- |
| 732 746                      | ↗815 798                     | ↗963 715                     | ↗1 243 811                   | ↗1 584 440                   | ↗1 956 196                   |
| 2011                         |                              |                              |                              |                              |                              |
| ↘1 733 872                   |                              |                              |                              |                              |                              |

| Год  | Албанцы | Сербы | Остальные |
| ---- | ------- | ----- | --------- |
| 1871 | 32      | 64    | 4         |
| 1899 | 48      | 44    | 8         |
| 1921 | 66      | 26    | 8         |
| 1931 | 69      | ??    | ?         |
| 1939 | 60      | 34    | 5         |
| 1948 | 68      | 27    | 5         |
| 1953 | 67      | 27    | 6         |
| 1961 | 67      | 27    | 6         |
| 1971 | 74      | 21    | 5         |
| 1981 | 77      | 15    | 8         |
| 1991 | 82      | 11    | 7         |
| 2000 | 88      | 7     | 5         |
| 2007 | 92      | 5     | 3         |

Этническая карта Косова

В настоящее время население Республики Косово составляют преимущественно албанцы (свыше 90 %). Согласно официальной информации, количество белых звёзд на флаге Республики Косово соответствует числу этнических групп, населяющих Косово — это албанцы, сербы, цыгане, боснийцы (бошняки, босняки, босанцы), косовские турки, горанцы и ряд албанизировавшихся меньшинств (ашкали, и др.).

### Сербы
Из 2-миллионного населения Косова сербы составляют около 100 тыс. (6 %) с национальным центром в Косовска-Митровице.
Начиная с 1999 года на почве этнических конфликтов между сербами и албанскими сепаратистами край покинуло более 200 тыс. этнических сербов.
Специальный посланник Генерального секретаря ООН Кай Эйде, выступая в Совете Безопасности констатировал:

преступления на национальной почве, организованная преступность, коррупция остаются серьёзными угрозами для стабильности Косово… В крае царит атмосфера безнаказанности… Процесс возвращения неалбанских беженцев фактически прекратился, и сейчас число покидающих край сербов превосходит количество возвращающихся беженцев.

В ноябре 2011 года представитель объединения «Старая Сербия» Златибор Джорджевич передал Послу России в Белграде 21 733 прошения о получении российского гражданства от сербов, проживающих в Косове.

### Цыгане
Цыгане — второе по величине национальное меньшинство Косова, численностью не менее 30 тыс. чел. В большинстве своём косовские цыгане — мусульмане по вероисповеданию. В ходе косовского конфликта цыгане, независимо от веры, подвергались преследованиям, пыткам и убийствам со стороны косовских албанцев, в результате чего 85 % цыганского населения Косова покинули пределы края.
В Германии остаётся около 50 тыс. беженцев, большинство из них — представители косовских меньшинств, таких как цыгане или цыгане-мусульмане. Возвращение их небезопасно, так как косовские албанцы считают их союзниками сербов (во время погромов в 2004 году в результате поджога полностью сгорел городской квартал в Вуштри, где проживали цыгане-мусульмане). В двух соглашениях Приштина обязалась принять всех беженцев обратно, в связи с чем МВД Германии не видит причин на сохранение квот, ограничивающих количество возвращающихся.

### Языки
Согласно Конституции, албанский и сербский являются официальными языками Республики Косово. Почти 95 % населения говорит на албанском языке как на своём родном, за которым следуют южнославянские и турецкий языки. Из-за бойкота переписи жителями Северного Косова, боснийский стал вторым по количеству носителей языком после албанского. Тем не менее сербский де-факто является вторым по количеству носителей языком в Косове. С 1999 года албанский язык стал доминирующим в стране, хотя сербский имеет равный статус, также особый статус предоставляется другим языковым меньшинствам.
В 2006 году Национальное собрание приняло Закон об Использовании Языков в целях обеспечения равного использования албанского и сербского языков в качестве официальных. Кроме того, другие языки также могут получать признание на муниципальном уровне в качестве официальных языков, если языковое сообщество составляет не менее 5 % от общей численности населения муниципалитета. Закон об использовании языков даёт турецкому статус официального языка в муниципалитете Призрен, независимо от размера проживающей там турецкой общины. Хотя как албанский, так и сербский языки являются официальными языками, в профессиональной среде государственные служащие должны говорить только на одном из них, и, по словам Комиссара по Языкам Косова Славиши Младеновича, с 2015 года, ни одна из организаций не имеет всех своих документов на обоих языках.

## Вооружённые силы
Вооружённые формирования частично признанной Республики Косово, находящиеся в состоянии создания после одностороннего провозглашения независимости Косова от Сербии 17 февраля 2008 года. Планируется преобразование в Вооружённые силы Косова.
Согласно официальной позиции Сербии, Силы безопасности Косова — незаконные вооружённые формирования, поскольку власти Сербии считают Косово неотъемлемой частью своего государства.